# Fattoria

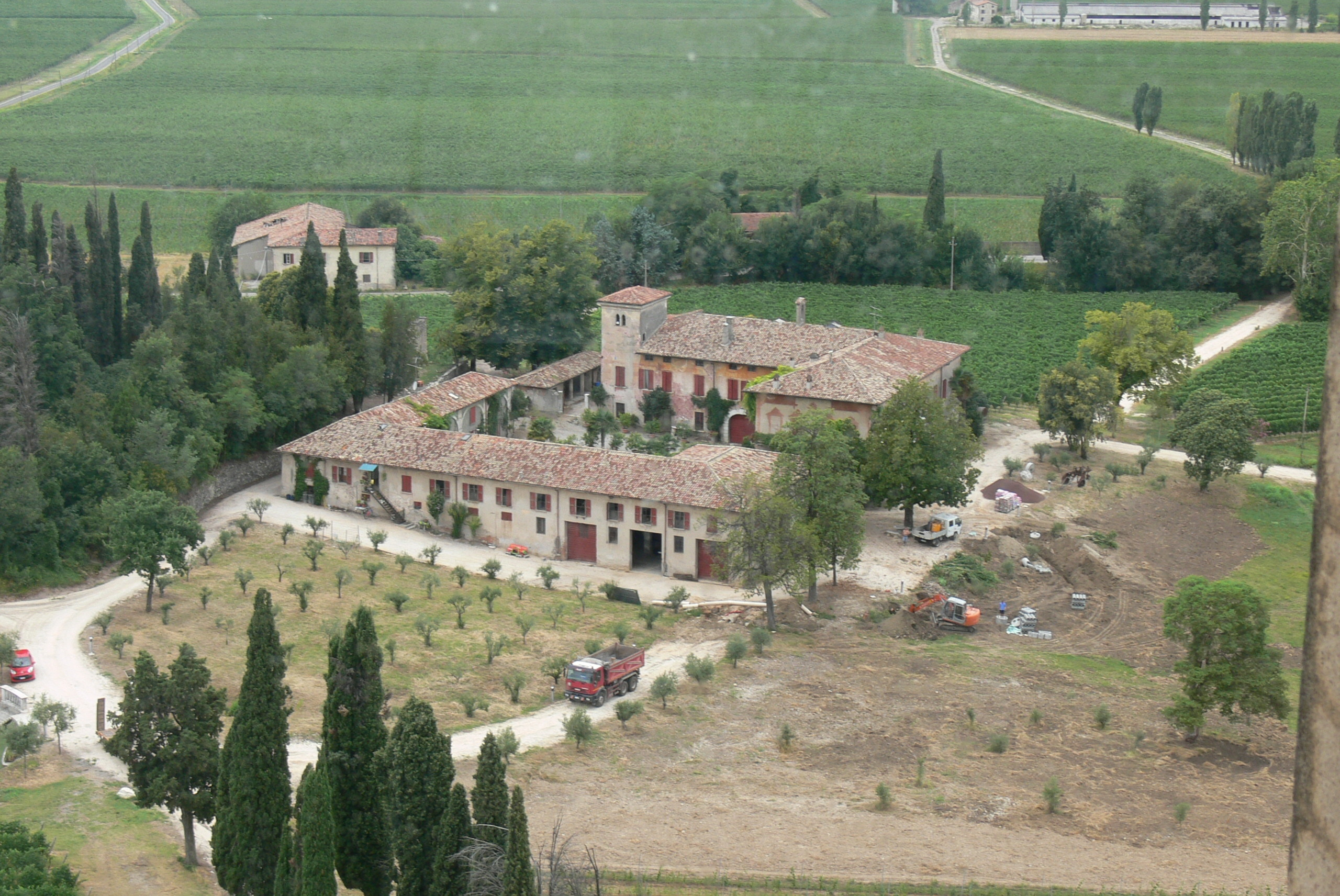
Una fattoria in Lombardia

Una fattoria è un insediamento rurale che comprende svariate strutture, dedicato alla produzione di generi alimentari (agricoltura e allevamento), a quella delle fibre e a quella dei combustibili. Le fattorie possono essere di proprietà o date in concessione ad un singolo individuo, famiglia, comunità o una società.
Oggi, nel linguaggio parlato, il termine "fattoria" indica tutti gli insediamenti rurali con produzione agricola.

## Tipologie di fattoria
| Tipo                    | Descrizione |
| ----------------------- | --- |
| Apiario                 | Nella fattoria vengono collocate le arnie di api Apis mellifera. |
| Acquacoltura            | Nella fattoria si allevano organismi acquatici, principalmente pesci, crostacei e molluschi, ma ci può essere anche la produzione di alghe. |
| Commerciale             | Produce raccolti e altri prodotti agricoli a fini di vendita, invece di allevare raccolti per sostenere una famiglia o una comunità. |
| Cooperativa             | Gli agricoltori mettono insieme il loro tempo e le loro risorse finanziarie in una fattoria e condividono i profitti tra loro. |
| Caseificio              | Fattoria per la produzione del formaggio, del burro o di altri derivati del latte, come la ricotta. |
| Dry farm                | L'agricoltura secca, nota anche come agricoltura delle zone aride, prevede la coltivazione di colture in regioni con umidità limitata, in genere meno di 20 pollici di precipitazioni all'anno, senza irrigazione.                                       |
| Elicicoltura            | Nella fattoria è presente l'allevamento della chiocciola a scopo alimentare. |
| Familiare               | Aziende agricole di proprietà e gestite da una famiglia, tramandate a volte di generazione in generazione, piuttosto che da un'azienda. |
| Flower farm             | I proprietari coltivano e producono fiori recisi (anche detti fiori freschi) destinati alla vendita. Molte fattorie sono anche associate a un'organizzazione floreale, di eventi o un'attività matrimoniale.                                             |
| Hay farm                | Sono dedicate alla coltivazione di mangimi per il bestiame tra cui il fieno. Esso può essere imballato in piccole balle rettangolari o grandi rotoli rotondi.                                                                                            |
| Hobby farm              | Le fattorie hobbistiche (hobby farm) sono gestite per divertimento e passatempo invece che per profitto. I proprietari in genere hanno un reddito da un altro lavoro per sostenere tale passatempo.                                                      |
| Microfattoria           | Di solito formata da meno di 5 acri (sebbene la superficie esatta possa variare). La microagricoltura è un'agricoltura su piccola scala, orientata alla sostenibilità, generalmente condotta a mano e situata principalmente in aree urbane o suburbane. |
| Frutteto                | Una fattoria di alberi e arbusti piantati intenzionalmente per coltivare frutta o noci. |
| Biologica               | I proprietari coltivano i prodotti senza l'uso di fertilizzanti sintetici o pesticidi. |
| Poultry farm            | I proprietari allevano uccelli domestici per la carne e le uova, inclusi polli, tacchini, anatre e oche. |
| Ranch                   | Un ranch (dallo spagnolo rancho) è un'area di terra, comprendente varie strutture, dedita principalmente all'allevamento, la pratica di allevare bestiame al pascolo come bovini e ovini.                                                                |
| Rice farm               | Dedicata alla coltivazione del riso. |
| Fattoria di sussistenza | Gli agricoltori coltivano prodotti per nutrire se stessi e le loro famiglie. |
| U-pick farm             | Denominate anche You-Pick o Pick-Your-Own, consentono ai visitatori di raccogliere i propri prodotti, come mele, bacche o zucche, in orari e giorni prestabiliti.                                                                                        |
| Fattoria urbana         | Una fattoria in un'area urbana. |
| Vigneto                 | Fattoria con un appezzamento di terreno dedicato alla monocoltura della vite. |
| Silkworm farm           | Fattoria dedicata alla coltivazione dei bachi da seta |

## Animali tipici delle fattorie
| Animale           | Immagine |
| ----------------- | -------- |
| Cavallo domestico |          |
| Pony              |          |
| Vitello           |          |
| Toro              |          |
| Mucca             |          |
| Capra             |          |
| Agnello           |          |
| Gallina e pollo   |          |
| Maiale            |          |
| Pecora            |          |
| Coniglio          |          |
| Oca               |          |
| Api               |          |
| Bisonte           |          |
| Tacchino          |          |
| Anatra            |          |
| Chiocciola        |          |
| Baco da seta      |          |
| Asino             |          |
| Struzzo           |          |
| Anguilla          |          |
| Trota             |          |
| Salmone           |          |
| Zebù              |          |
| Lama glama        |          |

## Prodotti tipici delle fattorie
| Prodotto          | Immagine |
| ----------------- | -------- |
| Miele             |          |
| Frutta            |          |
| Fertilizzante     |          |
| Verdura           |          |
| Uova              |          |
| Patate            |          |
| Latte             |          |
| Formaggio         |          |
| Carne             |          |
| Pesce             |          |
| Riso              |          |
| Fiori freschi     |          |
| Lana              |          |
| Legumi            |          |
| Ricotta           |          |
| Burro             |          |
| Vino              |          |
| Olio              |          |
| Aceto             |          |
| Canna da zucchero |          |

## Galleria d'immagini

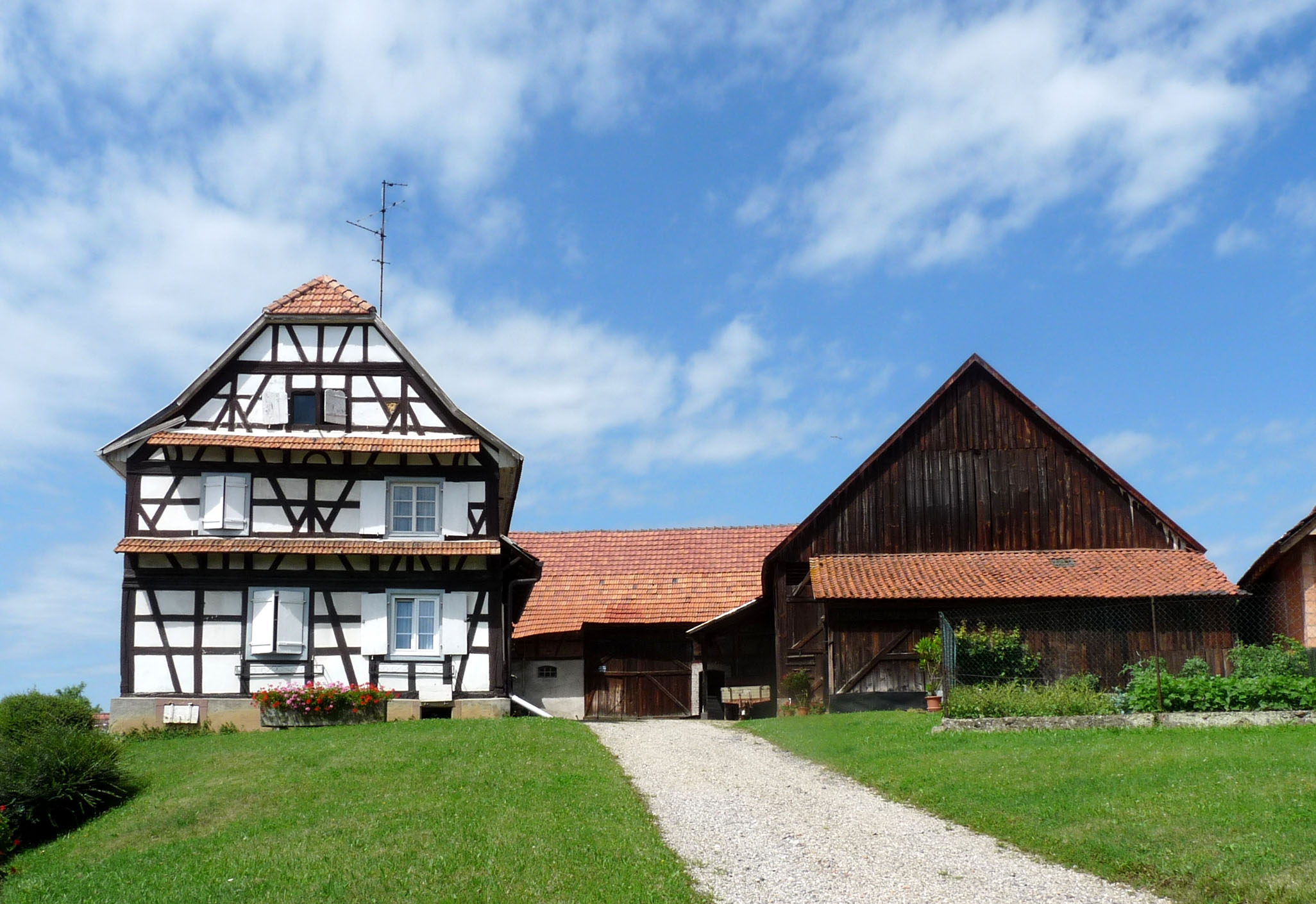
Fattoria a tre lati in Alsazia
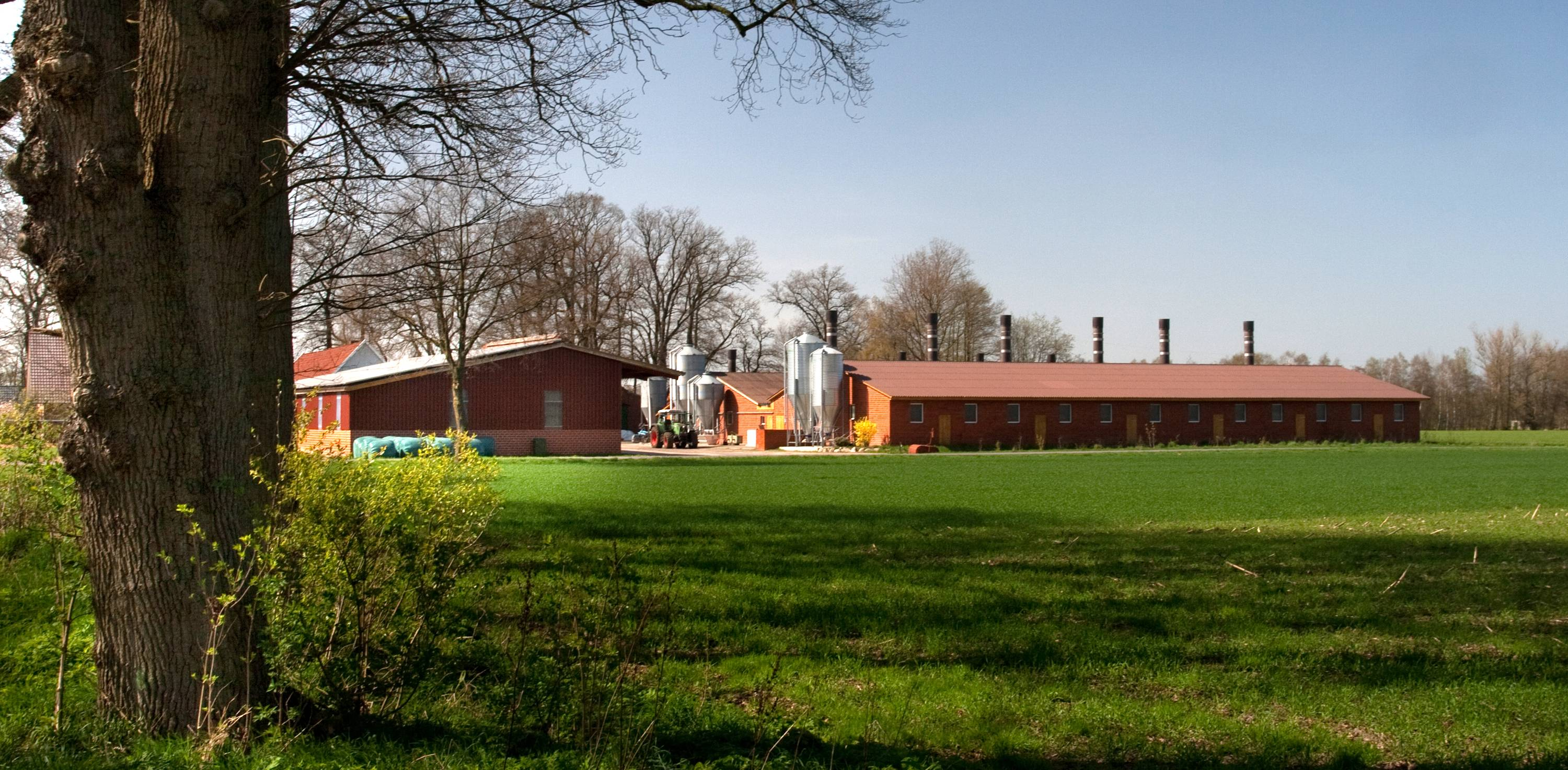
Vista sul cortile di una moderna fattoria meccanizzata con scuderie in Bassa Sassonia
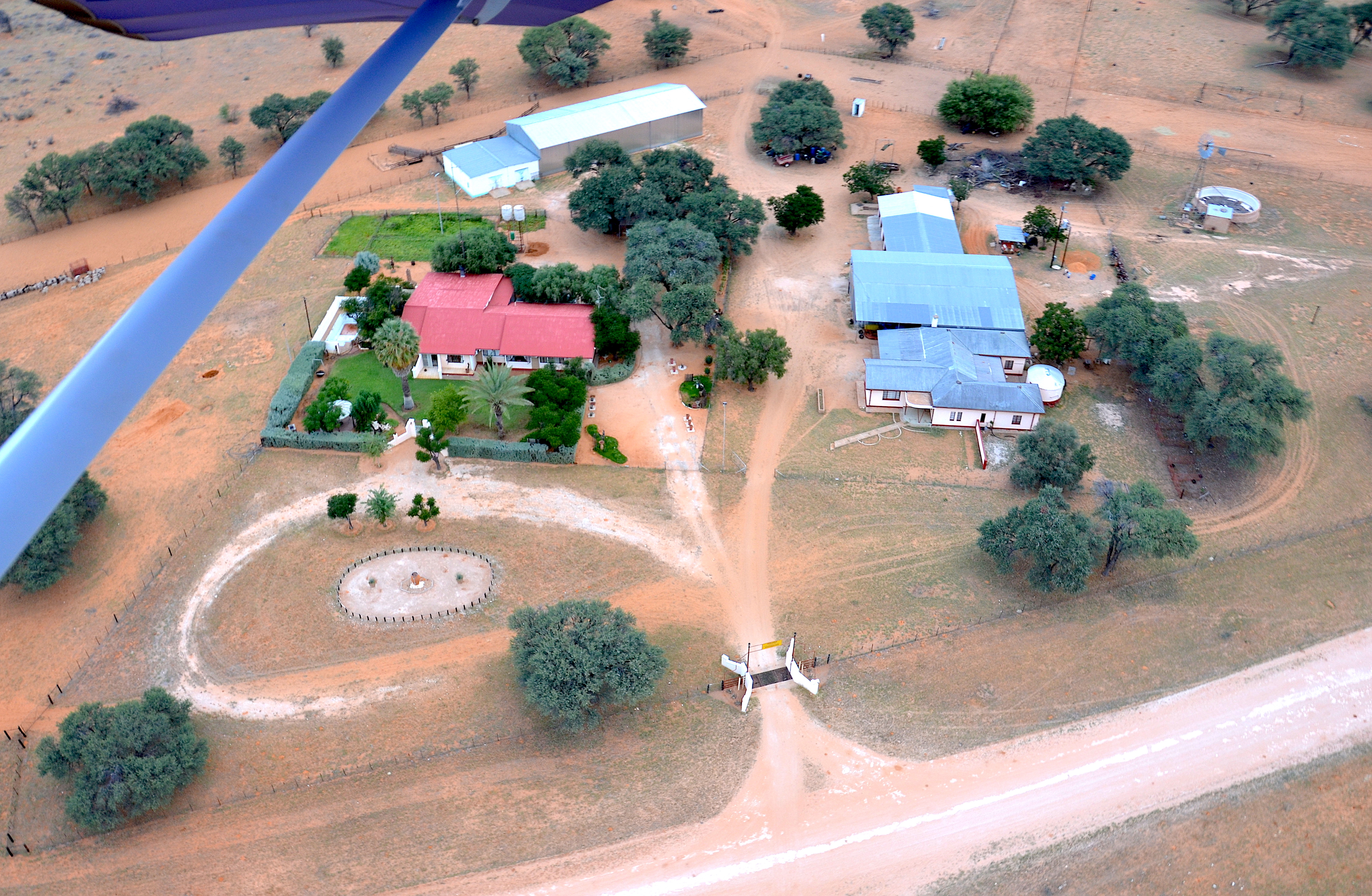
Una tipica fattoria in Namibia
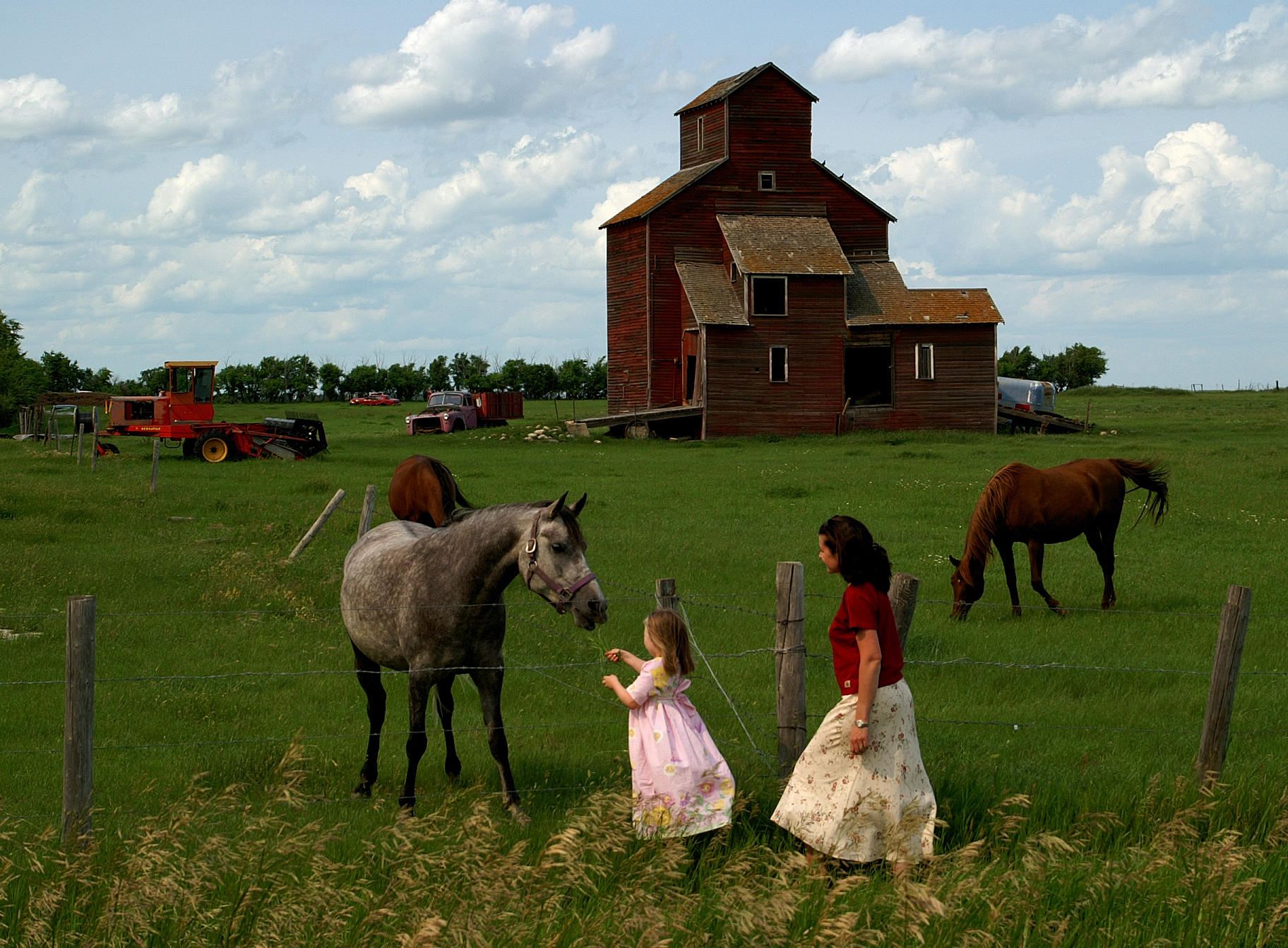
Un edificio che ospita silos in una fattoria vicino a Moose Jaw, Saskatchewan (Canada).